# 9. ceremonia wręczenia nagród British Academy Games Awards

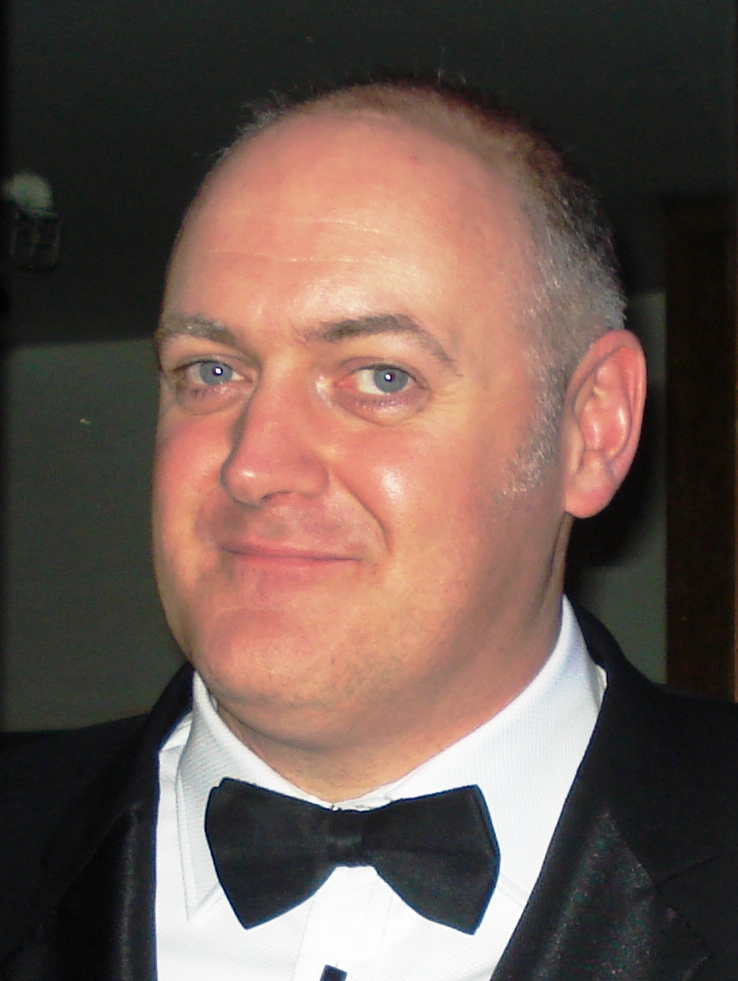
Dara Ó Briain poprowadził 9. ceremonię rozdania British Academy Video Games Awards

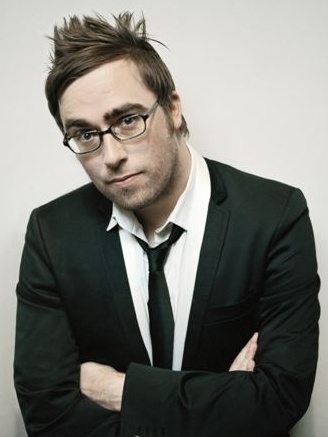
Danny Wallace – zdobywca nagrody za najlepszy występ

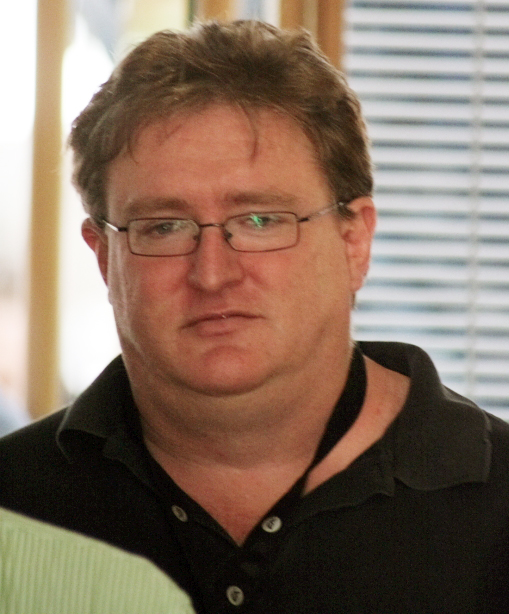
Gabe Newell – zdobywca nagrody BAFTA Fellowship

9. ceremonia wręczenia nagród British Academy Games Awards za rok 2012 odbyła się 5 marca 2013 w London Hilton, w Londynie. Galę po raz piąty poprowadził komik i prezenter telewizyjny Dara Ó Briain.

## Zwycięzcy i nominowani
Poniżej przedstawiono nominowanych i zwycięzców w poszczególnych kategoriach (zwycięzcy zostali wyróżnieni pogrubioną czcionką).

### Akcja
- Far Cry 3 – Dan Hay, Patrick Plourde, Patrik Methe
  - Borderlands 2 – Randy Pitchford, Paul Hellquist, Jeramy Cooke
  - Call of Duty: Black Ops II – zespół deweloperski
  - Halo 4 – zespół deweloperski
  - Hitman: Rozgrzeszenie – zespół deweloperski
  - Mass Effect 3 – zespół deweloperski

### Brytyjska gra
- The Room – zespół deweloperski
  - Dear Esther – Daniel Pinchbeck, Robert Briscoe, Jessica Curry
  - Forza Horizon – zespół deweloperski
  - LEGO The Lord of the Rings – Jon Burton, James McLoughlin, Nicola Daly
  - Need for Speed Most Wanted – zespół deweloperski
  - Super Hexagon – Terry Cavanagh, Niamh Houston, Jenn Frank

### Debiut
- The Unfinished Swan – Ian Dallas, Nathan Gary
  - Deadlight – Raul Rubio, Luz Sancho, Oscar Cuesta
  - Dear Esther – Daniel Pinchbeck, Robert Briscoe, Jessica Curry
  - ''Forza Horizon – zespół deweloperski
  - Proteus – Ed Key, David Kanaga
  - The Room – zespół deweloperski

### Gra familijna
- LEGO Batman 2: DC Super Heroes – Jon Burton, Jonathan Smith, John Hodskinson
  - Clay Jam – Chris Roe Iain Gilfeather, Michael Movel
  - Just Dance 4 – Alkis Argyriadis, Matthew Tomkinson, Veronique Halbrey
  - LEGO The Lord of the Rings – Jon Burton, James McLoughlin, Nicola Daly
  - Minecraft: XBOX 360 Edition – zespół deweloperski
  - Skylanders Giants – Paul Reiche, Fred Ford, Scott Krager

### Gra mobilna lub kieszonkowa
- The Walking Dead – Dan Connors, Kevin Bruner, Kevin Boyle
  - Incoboto – Dene Carter
  - LittleBigPlanet (Vita) – Tom O’Connor, Mattias Nygren, Lee Hutchinson
  - New Star Soccer – Simon Read
  - The Room – zespół deweloperski
  - Super Monsters Ate My Condo – zespół deweloperski

### Gra przeglądarkowa
- SongPop – Olivier Michon, Thibaut Crenn, Daouna Jeong
  - Amateur Surgeon Hospital – Paul Croft, Jim Griffiths
  - Dick and Dom’s HOOPLA! – zespół deweloperski
  - Merlin: The Game – zespół deweloperski
  - RuneScape – zespół deweloperski
  - The Settlers Online – Christopher Schmitz, Guido Schmidt, Rainer Reber

### Gra sportowa
- New Star Soccer – Simon Read
  - FIFA 13 – zespół deweloperski
  - F1 2012 – zespół deweloperski
  - Forza Horizon – zespół deweloperski
  - Nike+ Kinect Training – zespół deweloperski
  - Trials Evolution – zespół deweloperski, Antti llvessup, Kim Lahti

### Gra strategiczna
- XCOM: Enemy Unknown – zespół deweloperski
  - Dark Souls: Prepare to Die Edition – zespół deweloperski
  - Diablo III – zespół deweloperski
  - Football Manager 2013 – zespół deweloperski
  - Total War: Shogun 2 – Zmierzch Samurajów – zespół deweloperski
  - Great Big War Game – David Moss, Steve Venezia, Paul Johnson

### Historia
- The Walking Dead – zespół deweloperski
  - Dishonored – zespół deweloperski
  - Far Cry 3 – Jeffrey Yohalem, Lucien Soulban, Li Kuo
  - Podróż – zespół deweloperski
  - Mass Effect 3 – Mac Walters
  - Thomas Was Alone – Mike Bithell

### Innowacja w grze
- The Unfinished Swan – Ian Dallas, Nathan Gary, zespół deweloperski
  - Call of Duty: Black Ops II – zespół deweloperski
  - Fez – zespół deweloperski
  - Kinect Sesame Street TV – Brian Stone, Josh Atkins, Todd Slepian
  - Podróż – zespół deweloperski
  - Wonderbook: Book of Spells – zespół deweloperski

### Najlepsza gra
- Dishonored – zespół deweloperski
  - Far Cry 3 – Dan Hay, Patrick Plourde, Patrik Methe
  - FIFA 13 – zespół deweloperski
  - Podróż – zespół deweloperski
  - Mass Effect 3 – Casey Hudson
  - The Walking Dead – Dan Connors, Kevin Bruner, Kevin Boyle

### Osiągnięcie artystyczne
- Podróż – zespół deweloperski
  - Borderlands 2 – Randy Pitchford, Paul Hellquist, Jeramy Cooke
  - Dear Esther – Robert Briscoe
  - Far Cry 3 – Jean-Alexis Doyon, Genseki Tanaka, Vincent Jean
  - Halo 4 – zespół deweloperski
  - The Room – zespół deweloperski

### Oryginalna muzyka
- Podróż – Austin Wintory, Keith Leary, Monty Mudd
  - Assassin’s Creed III – Lorne Balfe
  - Diablo III – zespół deweloperski
  - Thomas Was Alone – David Housden
  - The Unfinished Swan – Joel Corelitz, Keith Leary, Peter Scaturro
  - The Walking Dead – Jared Emerson-Johnson

### Osiągnięcie audio
- Podróż – Steve Johnson, Austin Wintory, Keith Leary
  - Assassin’s Creed III – Mathieu Jeanson
  - Beat Sneak Bandit – Simon Flesser, Magnus “Gordon” Gardebäck
  - Dear Esther – Jessica Curry
  - Far Cry 3 – Dan Hay, Tony Gronick, Brian Tyler
  - Halo 4 – zespół deweloperski

### Projekt gry
- Podróż – zespół deweloperski
  - Borderlands 2 – Randy Pitchford, Paul Hellquist, Jeramy Cooke
  - Dishonored – zespół deweloperski
  - Far Cry 3 – Patrick Methè, Jamie Keen
  - The Walking Dead – Dan Connors, Kevin Bruner, Kevin Boyle
  - XCOM: Enemy Unknown – zespół deweloperski

### Tryb sieciowy lub wieloosobowy
- Podróż – zespół deweloperski
  - Assassin’s Creed III – Damien Kieken, Mathieu Granjon, Yann Le Guyader
  - Borderlands 2 – Randy Pitchford, Paul Hellquist, Jeramy Cooke
  - Call of Duty: Black Ops II – zespół deweloperski
  - Halo 4 – zespół deweloperski
  - Need for Speed: Most Wanted – zespół deweloperski

### Występ
- Danny Wallace – Thomas Was Alone jako Narrator
  - Adrian Hough – Assassin’s Creed III jako Haytham
  - Dave Fennoy – The Walking Dead jako Lee Everett
  - Melissa Hutchison – The Walking Dead jako Clementine
  - Nigel Carrington – Dear Esther jako Narrator
  - Nolan North – Uncharted: Złota Otchłań jako Nathan Drake

### BAFTA Fellowship
- Gabe Newell

### BAFTA Ones to Watch Award
- Starcrossed – Kimi Sulopuisto, Vili Viitaniemi, Minttu Meriläinen, Petri Liuska, Andrew MacLean (Kind of a Big Deal)
  - Pixel Story – Martin Cosens, Thomas McParland, Ashley Hayes, Benjamin Rushton, Luke Harrison (Loan Wolf Games)
  - Project Thanatos – Hugh Laird, Andrew Coles, Thomas Laird, Alexandra Shapland, Thomas Kemp (Raptor Games)

## Gry, które otrzymały wiele nagród lub nominacji
| Gra                         | Nagrody |
| --------------------------- | ------- |
| Podróż                      | 8       |
| The Walking Dead            | 7       |
| Far Cry 3                   | 6       |
| Dear Esther                 | 5       |
| Assassin’s Creed III        | 4       |
| Borderlands 2               | 4       |
| Halo 4                      | 4       |
| Call of Duty: Black Ops II  | 3       |
| Dishonored                  | 3       |
| Forza Horizon               | 3       |
| Mass Effect 3               | 3       |
| New Star Soccer             | 3       |
| Thomas Was Alone            | 3       |
| The Unfinished Swan         | 3       |
| Diablo III                  | 2       |
| FIFA 13                     | 2       |
| LEGO The Lord of the Rings  | 2       |
| Need for Speed: Most Wanted | 2       |
| XCOM: Enemy Unknown         | 2       |

| Gra                 | Nagrody |
| ------------------- | ------- |
| Podróż              | 4       |
| The Unfinished Swan | 2       |
| The Walking Dead    | 2       |